# کریسپی کریم
کریسپی کِریم (Krispy Kreme Doughnuts, Inc).  یک شرکت زنجیره ای آمریکایی غذایی در حوزه دونات است. مرکز این شرکت در وینستون-سیلم، کارولینای شمالی است. بنیانگذار این شرکت، دستورالعمل تولید این نوع شیرینی را خرید و در سال ۱۹۳۷ با اجاره یک ساختمان
، شروع به فروش دونات به فروشگاه‌های مواد غذایی محلی کرد. ر این شرکت طی دوره ۲۰۰۰ تا ۲۰۱۶ به عنوان یک شرکت عمومی رشد یافت ولی در سال ۲۰۱۶ دوباره یک شرکت خصوصی شد.
در ۲۴ فوریه ۲۰۱۵، این شرکت هزارمین مغازه خود را در کانزاس سیتی افتتاح کرد.

## مسائل زیست‌محیطی
در حال حاضر، Krispy Kreme روغن پالم مورد نیاز خود را از تأمین کنندگانی تأمین می‌کند که احتمالاً به قطع جنگلهای انبوه دست می‌زنند. در سپتامبر ۲۰۱۴ این شرکت متعهد شد تا پایان ۲۰۱۶ این رویه را اصلاح کند.